# Ustazade Silvestre de Sacy
Ne doit pas être confondu avec Usthazades.
Samuel Ustazade Silvestre de Sacy, né le 17 octobre 1801 à Paris où il est mort le 14 février 1879, est un journaliste et homme politique français, conservateur de la Bibliothèque Mazarine et membre de l'Académie française. Son nom « Ustazade » signifie « fils du maître » en persan, probablement en raison du statut de son père en tant qu'orientaliste célèbre.

## Aperçu biographique
Fils d'Antoine-Isaac Silvestre de Sacy (1758-1838), il fut pendant vingt ans rédacteur au Journal des débats où il s'occupait de critique littéraire.
Il fut conservateur de la Bibliothèque Mazarine en 1836 et en devint l'administrateur en 1848.
Il fut élu membre de l'Académie française le 18 mai 1854, en remplacement d’Antoine Jay, au fauteuil numéro 15.
En 1865, il fut nommé sénateur du Second Empire.
Le 18 décembre 1883, sa petite-fille Rachel Silvestre de Sacy épouse à Paris Charles de La Poix de Fréminville, pionnier du Taylorisme en France.
Il est inhumé au cimetière du Père-Lachaise (10e division),.
Avant sa mort, son poste de bibliothécaire fut proposé par Hippolyte Taine à Gustave Flaubert, mais malgré l'intervention d'amis de l'écrivain, dont Ivan Tourgueniev, dans les milieux proches du pouvoir, dont Juliette Adam, Léon Gambetta y nomma le philologue Frédéric Baudry.